# Димитър Солев
Димитър Солев (на македонска литературна норма: Димитар Солев) е писател, романист, драматург, есеист, литературен критик и преводач от Северна Македония.

## Биография
Учи във Философския факултет на Скопския университет и завършва история на югославските литератури. Работи като директор на Македонската телевизия, на библиотеката „Климент Охридски“, редактор е на списанието „Разгледи“. Член е на Македонския ПЕН център и на дружеството Независими писатели на Македония. В 1956 година става член на Дружеството на писателите на Македония и в един период е и негов председател.

## Творечество
През петдесетте и шестдесетте години Солев е лидер на модернистичното крило и със своите есета е в центъра на обществените полемики от периода.
Сбирки разкази:
- Окопнети снегови (1956)
- По реката и спроти неа (1960)
- Ограда (1963)
- Зима на слободата (1968)
- Слово за Игора (кратки приказки, 1969)
- Полжави (1975)
- Црно огледало (1985)
- Одумирање на државата (1990)
- Промена на системот (1993)
- Ќелав штурец
- Синовски татковци (постмъртно, 2006)

Романи:
- Под усвитеност (1957)
- Кратката пролет на Моно Самоников (1964)
- Дрен (1980)
- Зора зад аголот (1984)
- Дублер (1988)
- Мртва трка (1998)

Есета:
- Кво вадис скриптор (1970)

За романизираната биография на Васил Антевски - Дрен, издадена в 1980 година, Димитър Солев получава Рациново признание. Носител е и на наградата „11 октомври“.